# 皮耶法蘭西斯柯·法維諾
皮耶法蘭西斯柯·法維諾（義大利語：Pierfrancesco Favino；1969年8月24日—）是義大利演員、配音演員和製片人。

### 電視劇與電影
自1990年代初期以來，他出演了五十多部歐美電影和電視劇，其中包括：
- 漢堡王子（英語：The Prince of Homburg (film)）（1997）
- 終情之吻（英語：The Last Kiss (2001 film)）（2001）
- 血戰阿拉曼（2002）
- 敲開我心門（2004）
- 犯罪小說（英語：Romanzo Criminale）（2005）
- 裸愛（2006）
- 博物馆驚魂夜（2006）
- 熾愛（2007）
- 納尼亞傳奇：賈思潘王子 （2008）
- 天使與魔鬼（2009）
- 警察皆混蛋（2012）
- 大屠殺之殤（2012）
- 世界末日戰（2013）
- 決戰終點線（2013）
- 血色羅馬（2015）
- 黑金叛徒（2019）
- 我們的父親（2020）
- 柔板（義大利語：Adagio）（2023）
- 美聲歌后：瑪麗亞（英語：Maria）（2024）

### 得獎
2020年憑藉著在我們的父親中的表演獲得了威尼斯电影节沃尔庇杯。

## 外部連結
- 官方网站
- 皮耶法蘭西斯柯·法維諾在互联网电影资料库（IMDb）上的資料（英文）